# Núcleo (neuroanatomia)
Na neuroanatomia, um núcleo é uma estrutura do sistema nervoso central que é composta principalmente de substância cinzenta, e que age como um ponto de trânsito para sinais elétricos (potenciais de ação) em um subsistema neural. Por exemplo, o núcleo geniculado lateral medeia sinais no sistema visual dos animais vertebrados. O núcleo vestibular armazena informações sobre a movimentação da cabeça e guia os movimentos oculares através do reflexo vestíbulo-ocular.